# Syngonanthus blackii
Syngonanthus blackii là một loài thực vật có hoa trong họ Eriocaulaceae. Loài này được Moldenke miêu tả khoa học đầu tiên năm 1948.